# 심민용
심민용(2001년 12월 4일 ~ )은 대한민국의 축구 선수로, 포지션은 센터백이다.

## 축구인 경력
심민용은 부평고등학교 축구부 출신으로, 고등학교 졸업 이후 K리그2 2020 시즌을 앞두고 경남 FC와 계약을 체결하여 프로에 직행하였다.